# ازدواج همجنس در میشیگان
ازدواج همجنس‌ها در میشیگان در ۲۱ مارس ۲۰۱۴ و با تصمیم یک قاضی دادگاه ناحیه‌ای ایالت که ممنوعیت ازدواج همجنس‌ها در میشیگان را بر خلاف قانونی اساسی آمریکا دانست، مجاز گردید. دادستان کل ایالت بلافاصله و در همان روز برای متوقف شدن حکم دادگاه درخواست داد و یک دادگاه فرجام‌خواهی حکم را به حالت تعلیق درآورد. با این وجود بیش از ۱۰۰ زوج همجنس در فرصت یک روزه پیش از توقف حکم، ازدواج خود را ثبت کردند.
وضعیت ازدواج همجنس‌ها در میشیگان اکنون به تصمیم دادگاه استیناف حوزه ششم ایالات متحده آمریکا بستگی دارد.